# 笑福亭鶴光のオールナイトニッポン
『笑福亭鶴光のオールナイトニッポン』（しょうふくていつるこのオールナイトニッポン）は、ニッポン放送の深夜番組「オールナイトニッポン」で、落語家の笑福亭鶴光が担当したラジオ番組である。放送期間は1974年4月4日（3日深夜） - 1985年10月6日（5日深夜）。番組終了後にスペシャル番組として4回放送された。略称は、鶴光のオールナイトニッポン、サンスペ（「サンデースペシャル」の略）

## 概要
オールナイトニッポン及び深夜放送全盛期を代表する番組の1つであり、笑福亭鶴光の名前を広く世間に知らしめた番組でもある。
もともと正式に番組がスタートする以前の1974年1月13日（12日深夜）からの3か月間、当時の土曜日（日付上は日曜日）担当であったあのねのねが長期のコンサートツアーのために番組を空けることになり、そのピンチヒッターとしてプロデューサーの亀渕昭信に鶴光が抜擢されたことがこの番組の源流となっている。
鶴光は第1回の放送直前、初代ディレクターの鈴木隆から「（前任のあのねのねが先週の放送で呼び込みをしたにもかかわらず）はがきが一枚も来てない」ことを知らされ、その日は半ばヤケになって4時間の放送中ずっと小咄を連発。しかしブースの向こうのスタッフからは全く笑いが来なかったという。翌週の第2回放送直前に、3か月間の代役であることをわずかなリクエストはがきの記載で初めて知り「好きにやらせてもらおうか」と開き直ったという。その後、亀渕から「君の番組はセックスアピールが足りない」と言われ「セックス」というワードをはき違えたうえ、そのまま真に受けてエロ（下ネタ）を前面に押し出した。鶴光によると「回を追うごとにハガキの量が目に見えて増えていった」という。1974年4月より水曜日担当として正式にパーソナリティとなる。そして同年7月、あのねのねの後任として土曜日担当となり、その際に番組名に「サンデースペシャル」の冠が付いた。
二代目ディレクターである宮本幸一の時代には番組に送られてくる葉書が毎週6万枚、ラジオ占有率90%という記録を作り局の看板パーソナリティに成長した。エロ路線で売ったが「低俗番組」という非難にも見舞われ、1か月間だけ下ネタを完全に排除したことがある。この対応が効を奏して抗議がなくなったことから、徐々に元の路線に戻したという。
オールナイトニッポン初期に使われた有名なフレーズ を、他曜日のパーソナリティが使わなくなってからも使い続けた。
1985年10月6日（5日深夜）の最終回は柳澤純子、小森みちこ、松本明子ら歴代アシスタント、歴代ディレクターや構成作家、その他スタッフ、取材陣、後任パーソナリティのABブラザーズも駆け付け、生放送の行われた第5スタジオには約50人が集結した。懐かしのコーナーの復活放送などが行われた他、浅草ロック座所属ストリッパーの雅麗華、沙覇羅ナナを迎え、二人が裸で踊る中で鶴光は『うぐいすだにミュージックホール』を歌唱した。そして最後にかけた曲は鶴光の曲『星のふる夜』であった。なお、この11年半の間にかけたレコードの数は約1万枚、届いたはがきの数は約1千万枚と言われている。
ナインティナインがパーソナリティを担当する「ナインティナインのオールナイトニッポン」（金曜1:00 - 3:00〈木曜深夜〉）が歴代最長記録を更新するまでは、本番組が最長（11年9か月）であった。
鶴光が降板してから既に30年以上の歳月が流れているが、オンエア当時に若者だった世代に当番組のリスナーは多く、鶴光は2008年の著書で「みんないい年したおっさんになってて、会社でもそこそこの立場になっていても『鶴光のオールナイトニッポン』の思い出になると、とたんに子供のように目を輝かせて往時の体験談を語ってくれる」と記している。

## 放送時間
レギュラー
- 1974年4月4日（3日深夜） - 1974年6月：木曜 1:00 - 5:00（水曜深夜）
- 1974年7月 - 1985年10月6日（5日深夜）：日曜 1:00 - 5:00（土曜深夜。一部地域は3:00終了）

テレビ版
- 2017年1月14日 - 「笑福亭鶴光のオールナイトニッポン.TV@J:COM」

## 歴代アシスタント
- 美詩える
- 坪内じゅん
- ルシーラ・サントス
- 折原真紀
- 西山真知子
- 広木由美
- 榊みちこ
- 川島なお美
- 大橋恵里子
- 芦川よしみ（ - 1980年12月6日）
- 白坂紀子（1980年12月13日 - ）[9]
- 河合夕子
- ガケっぷちトリオ
  - 日髙のり子（1981年7月26日 - 1982年3月28日）
  - 浜田朱里
  - 坂上とし恵
- やけっぱちトリオ →トリオ・ザ・ゴミ
  - 松本明子
  - 小森みちこ（元トライアングル）
  - 柳沢純子

## 主なコーナー
コーナーとは関係なく、ただ普通にリスナーからのハガキを読む時間もあった。

### 投稿コーナー
小咄その1・小咄その2
1時の時報直後のオープニングコーナーの1つ。「お母ちゃん何で僕には弟か妹がいないの?」→「それはお前が早く寝ないからよ」といった小咄を、その1・その2と続ける。考案者は鶴光と同じ松竹芸能所属の落語家・桂朝太郎。
アホの子大集合
1時の時報直後のオープニングコーナーの1つで、リスナー自身か関係のある人物の実話・失敗談についての投稿を取り上げる。投稿が読み終えられる度に「アハハ、アホの子!アハハ、アホの子!」と電子音の様な声（鶴光の声を録ったテープを早回ししている）が鳴り、最後は鶴光が「こいつら皆、アホだっせ…」等とはき捨てると、番組テーマ曲である『BITTERSWEET SAMBA』が流れる。
・・のようなもの？
「○のようで○でない。×のようで×でない。それは何かと尋ねたら、あー■」みたいなもの。合いの手のジングル（「ベンベン」）を挟んで、鶴光が名調子を入れた。鶴光は2008年の著書で「ベンベンコーナー」と記している。鈴木隆ディレクターから「芸者遊びやお座敷芸」をベースにしたコーナーを求められて誕生した。
五つの大切 十の反省
初期の頃のコーナー。ある有名人、ある職業、またはあるシチュエーションで大切なことを五つ、それに対する反省を10個並べてオチとするネタを募集。
ツルちゃんのいちゃもん歌謡曲
曲の歌詞の合間に過激な突っ込み を入れていた。
芸能人株式市況
放送末期に「アホの子大集合」に代わりオープニングコーナーとなる。芸能人の最近のニュースを報じ、それぞれ価値の上下をつける。いわば芸能証券のようなもの。
当てる気のないハ・ガ・キ
その日の番組で最初に流れる曲の曲名を当てるクイズに対し、明らかに当てる気のない投稿ハガキを紹介する。その時ヒットしている曲名のパロディが多い。当初下ネタもじりの作品をいきなり紹介することが多かった。特に面白いネタには笑い袋のような笑い声が鳴り、そのネタ元になった曲のレコードが贈られた。
この歌は、『こんな風』に聞こえる。
1982年頃からスタート。「一部が実際の歌詞とは違って聞こえる」歌を紹介する。大抵は放送禁止用語を含むような卑猥な言葉に聞こえる、というものであった。リスナーから大橋純子の『シルエット・ロマンス』の歌詞にある「アイペンシル」が「排便してる」に聞こえるというはがきが来たことがきっかけで誕生した。
コーナータイトル曲はチャック・ベリー『Too Much Monkey Business』。
毎週5 - 10通分の作品を紹介して、優秀作品には1,000 - 5,000円がもらえた。また聴取率週間では、それまでの投稿の中から特に好評だったものを集めて、「スペシャル版」として放送した。『タモリ倶楽部』（テレビ朝日）の「空耳アワー」は、このコーナーをヒントに同じコンセプトで作られている。
何となく笑えるコーナー
『男と女』のテーマ曲に乗せて、何となくおかしい一発ギャグ の投稿を取り上げる。
鶴光はアシスタントの小森みちこに罰ゲームとしてこれらを聞かせ、彼女が笑うたびにアメ玉を頬張らせて困らせたこともある。
あっと驚くさぶイボ話
ストーリーの途中までは怪談のようだが、オチに意外な展開を迎える話を語る。
「なに」「それ」文
小説など一般的に文学として通用するもの、映画のセリフや日常生活にある説明文などの動詞と名詞を『あれ』『なに』『それ』などに置き換えると文章自体がエロティックなものに変わるというもの。
田舎もんのコーナー
リスナーの田舎っぷりを自慢し合う。このコーナーで使用される「田舎もん!」の合いの手は、ゲストコーナーの最後にゲストの出身地を質問したとき、一部地域以外を答えるとやはりコールされる。BGMには岩手県民謡の『南部牛追い歌』が使われた。
スターにインタビュー
「ある出来事に関して三人の芸能人にインタビューをした結果、それぞれからこういう返答が来た」という状況を創作する。三人目が必ずオチとして使われるいわゆる「三段オチ」になっており、三人目には鶴光やアシスタントがあてがわれることが多かった。
似たもの同士
共通点のなさそうな二つの物（人や現象なども含む）の共通点を考える。言うなれば「なぞかけ」の変型。ゲストやアシスタントへのクイズ形式で読まれることも多かった。
驚き桃の木ビックリ話
怪談話に見立てたダジャレ のコーナー。“驚き桃の木メルヘン話”というおとぎ話や“驚き桃の木ピンク話”という下ネタの話もあった。鶴光によるとこのコーナーの書籍版は「思った以上に印税が入った」という。
一丁目の夕陽
歌謡曲や童謡の替え歌。
初体験（小さな恋のABC）
バージン喪失の様子を綴ったハガキの紹介。
こどもメルヘン
『オクラホマミキサー』をBGMに、「ケンちゃんとってもよい子供」で始まる童話風のストーリーの中で、主人公である子供の父親や母親が残虐な死を遂げる様子をあくまで童話風に語る。
本音とタテマエ

その時君は?
毎週出題されるテーマがある。「例：○○が△△を叱った。その時それを見た□□は? という反応を歌の節で答える」というコーナー。
リスナーは該当する言葉を含む楽曲のタイトルと歌手を書いて送り、該当歌詞の部分だけを抜き出して放送。使用された定番曲には、三波春夫の『おまんた囃子』や村木賢吉の『おやじの海』などがあり、サンスペ1時台の人気コーナーとして番組初期から長きにわたり続いた。なおサンスペ終了後、『鶴光の噂のゴールデンアワー』でも一時期類似したコーナーが存在した。時間帯から投稿者は主婦が多かった。なお、同時期に放送されていた『欽ドン!』にも同趣向の企画「レコード大作戦」が存在した。
おもろない節
当初は「おもろないないおもろない、おもろないないないないおもろない」の歌詞で締める前半4小節部分に、広く一般的な悲惨話を投稿する（歌う）コーナーであり、このコーナーから『オールザットおもろない』のレコードも発売されたが、次第に出演者や関係者が悲惨な目に遭うことを投稿する（歌う）コーナーへと変化した。
なーるほど、わーかるか
前文を紹介後「なーるほど」、オチとなる後文を紹介後「わーかるか」と鶴光の合いの手が入る。
あいうえお作文
あいうえお作文の投稿 を紹介する。
夜明けだョ!全員集合
『8時だョ!全員集合』のエンディングのパロディで、『いい湯だな』のテーマ曲に合わせて「○○しろよ!」と歌う。
む・む・むごいはなし
リスナーが体験したひどい話。毎週3通くらい読んでいた。
挑戦コーナー
「来週は学校で背中に『私は犬です』と張り紙をする。誰かに『背中に犬ですと張り紙があるよ。』といわれたら、振り返って『ワン！』という。そして周りの様子を見る・・・」等、体験レポートのコーナーの出題をするコーナー。
体験レポート
挑戦コーナーの出題を実際やったらどうだったかを発表する。間違えて『私は大です』など。

### その他
金玉二個助探偵シリーズ
鶴光とゲストのアイドル歌手、アシスタントによるラジオドラマ。鶴光が演じる探偵「金玉二個助」が、アイドルの周辺で起こった難事件を解決する。内容はギャグに終始する物からシリアスに展開する物まで様々。時にはニッポン放送のアナウンサーや番組ディレクターまで役者として出演することもあった。コーナー終了後、ドラマの内容に関するクイズが出題され（解答はハガキで募集）、正解者の中から抽選でノベルティグッズがプレゼントされた（翌週発表）。
鶴光のミッドナイトストーリー
鶴光の朗読によるミニラジオドラマ。途中までの流れは明らかに性行為を連想させるものの、「実は性行為とは全く関係のない行動をしていた」というオチが付くのがお決まりのパターン。午前2時の時報と同時に絶頂に達してオチが付くコーナーで初期のサンスペにおける人気コーナーの代表格。鶴光によると、タクシーで運転手から紹介された同趣向のカセットテープをヒントに考案したという。鶴光ひとりのときもあったが、女性ゲストとともに朗読することが多く、当時ポルノ女優としても活動していた小森みちこがアシスタントを務めるようになってからは彼女が登場する週に必ずこのコーナーが放送された。島倉千代子、五月みどりといった大物女性ゲストが出演したこともある。番組終了後に鶴光が担当した「鶴光の噂のゴールデンアワー」でも一時期「トワイライト・ストーリー」というタイトルで同様のコーナーをやっていた。2006年10月16日 - 10月20日の1週間、「鶴光とひでおの歌の日本シリーズ」で復活したのを皮切りに、以降聴取率調査週間時に「松本ひでおのショウアップナイターネクスト」枠の時間の恒例となっている。コーナーのBGMにはサム・テイラーの「ハーレム・ノクターン」が使用された。
イントロ当てクイズ
いわゆる「イントロクイズ」。聴取者に電話をかけ、ヒット曲のイントロを聞かせて曲名を当てる事が出来たら、賞金、ノベルティグッズまたは希望するアイドルのサイン がもらえた。何をもらうかは出題前に解答者自身が選択する。出題前に、男性解答者であればアシスタントと、女性解答者であれば鶴光と性行為を連想させるやりとりをするのが「お約束」となっていた。一番有名なのが、アシスタントが「ああ」と言った後、男性が「ええか〜、ええのんか〜、最高か〜」と言うもので、このセリフを言う際は必ずエコー処理がされた。また出題のゴーサインとして男性には「でるー」、女性には「イクー」と言わせていた。1976年、当時のアイドル西城秀樹の熱狂的ファンが彼の本名でハガキを投稿し、それを知らずに電話をかけてしまい西城秀樹宅につながって、西城が寝ぼけ声で電話口に出演するという事態が起こり、本人が電話でクイズに挑戦したこともあった。しかしこれは当時の所属事務所に無断での出演であったため、間も無くして所属事務所からの抗議の電話を受けた。
抜き打ち鶴光　気まぐれクイズ

投資ジャーナルゲーム
当時問題となった投資ジャーナル事件がコーナータイトルとなった聴取者参加型ゲーム。聴取者に電話をかけ、資本金として1,000円を与え、聴取者の「勝負!」のかけ声により音楽をつないだルーレットを回してもらう。続けて聴取者の「勝った!」のかけ声でルーレットが止まり、そこで出て来た音楽がヒット曲であれば持ち金が2倍になるが、演歌や懐メロが出てくれば持ち金が半額となる。これを計4回繰り返し、最終的に残った持ち金が賞金として聴取者にプレゼントされる。ただし、トリオ・ザ・ゴミの楽曲が出て来た場合はそこでゲームオーバーとなり、鶴光の「サイナラー!」の一言で電話が切られ賞金もない。コーナーのオープニングでは都はるみ・岡千秋の「浪花恋しぐれ」のカラオケに乗って、同曲の岡のセリフを真似て「そりゃワイはアホや」と鶴光が名調子を披露した。
学光のドッキリマイク只今参上
3時近くに始まるコーナー。鶴光の筆頭弟子・笑福亭学光が、ある決められた言葉（言葉は毎週変わる）を街の人に投げかけ、その反応をリポートするもの。学光が鶴光の初弟子であったことから、ディレクターが「何かレポートをさせよう」という思いつきで始まった。
これらの反応はギャグにしたり、番組でジングルとして使ったりしていた（ヤクザの「ものの言い方ひとつで…」など）。
老婦人にヌードモデルになってほしいと話しかける企画では、相手が警察に通報して事情を聴かれ、鶴光の弟子と学光が答えると、鶴光の自宅に警察から確認の連絡が行く騒ぎ（鶴光の母が電話に出た）になった。
デパートの受付で「待ち合わせ相手の呼び出し」を依頼する際に相手を「ドラえもん」、自分を「野比のび太」と名乗る企画では、実際にそのまま館内放送された。
ジングル作文
前述の「学光のドッキリマイク只今参上」のリポートで録音された言葉 や、鶴光やスタッフ、ゲスト、アシスタントなどが番組中に言ったセリフ をジングルにし、アシスタントとの会話やゲストとの対談中にそれらを流していた。そこから生まれたのがこのコーナーで、前文のあとジングルを入れて文章を作るというもの。
あの子はだあれ
1980年を中心に2時台にあったコーナー。毎週女性アイドル（たまに男性）が1人ゲスト登場し、鶴光の出題する10問のアナグラムのクイズに答える。このコーナーの問題が本にもなった。このアナグラムはテレビでも「三角ゲームピタゴラス」、「クイズ!!ひらめきパスワード」、「マジカル頭脳パワー!!」などで採用され、2007年現在では「パネルクイズ アタック25」で出題されている。
爆走レーシングゲーム
2時ごろ放送されていたコーナー。リスナーが電話で参加する形式。Aコース、Bコースという2本の録音テープにレースカーのエンジン音が録音されており、ところどころクラッシュ音が挿入されている。リスナーは「チェンジ!」のかけ声でコースを切り替えクラッシュに当たらないようにする。スタートしてから20秒2000円、30秒3000円、45秒5000円と、クラッシュするまでのタイムにより賞金が増え、最大1分間の完走で1万円が貰えた。このコーナーは、同じニッポン放送の夜ワイド番組『三宅裕司のヤングパラダイス』の名物コーナー『ドカンクイズ』の元になったとされている。

## エピソード
- あのねのねのピンチヒッター抜擢の際、鶴光はオーディションを受けることになっていたが、そのオーディションにスタッフが間違って桂朝丸（後の桂ざこば）を呼んでしまった[19]。そのため、朝丸は自分が『オールナイトニッポン』土曜日を担当することになったと勘違いして鶴光にそれを自慢し、鶴光は「しばらく朝丸さんに会うのが気まずかった」という[19]。また「朝丸さんと2人でやるんやろか」と思ったとも話している[20]。このことは1992年に放送された一夜限りの復活放送の中で鶴光が語り、「あれはすべて亀ぶっつあん（亀渕昭信） が悪いんです」と笑いつつ、「社長になったらお願いしますよ、鶴と亀ですからね」と冗談まじりに話した[21]。2008年の著書では、亀渕が『お笑いとんち袋』に出演していた朝丸を自分と勘違いしたのではないかと記している[19]。
- 土曜日に移動してから当時デビュー間もない女性歌手やタレントをアシスタントに起用した。初代アシスタントは、俳優・南道郎の娘で宝塚歌劇団の女優から芸能界入りした美詩える。その後、芦川よしみや榊みちこなど1人がある期間継続してアシスタントを務めていたが、途中から3人組に移行。その最初が日高のり子、坂上とし恵、浜田朱里で、後に「がけっぷちトリオ」と命名。彼女たちが卒業した翌週からは新たに柳沢純子、小森みちこ、松本明子がアシスタントとなった。当初は「やけっぱちトリオ」と命名されるも途中から「トリオ・ザ・ゴミ」に改名されてしまった[22]。
- ある年の8月、生放送中に地震が起き、鶴光は地震の防災喚起のためのアナウンスをマニュアルどおりに読み上げていたが、夏場でもあるにもかかわらず「ストーブの火は消してください」とアナウンスしたことがあった[23]。後年、鶴光はポッドキャスティング（インターネットラジオ）の番組の後日談としてアナウンス後に「あー怖わ!!」と発してしまったり、あるリスナーが「このくそ暑い季節にどこにストーブをつけてる家庭があるか!!アホ!!」とクレームを付けられたと述べている。
- また別の回でリスナーから「爆弾を仕掛けた」という脅迫電話を受け、極度の緊張の中で放送したことがあり、トイレで嘔吐してしまったこともあった[22]。このほか、連続企業爆破事件の時期には「鶴光死ね」と書かれた紙片とともに目覚まし時計が番組宛に複数回送りつけられ、時限爆弾の疑いもあったため、丸の内警察署から捜査員が来たり警察官立ち会いで放送したこともあった[24]
- 1983年7月31日は西日本放送の開局30周年記念番組「ふれあい30年」の企画で香川・高松のRNC本社から放送した[25]。
- 1984年8月に、ニッポン放送有楽町本社（当時）第1スタジオ（愛称：ラジオハウス銀河）にて「真夏の悪夢 トリオ・ザ・ゴミサマーコンサート 燃えろ青春! 気分は焼却炉」のタイトルで公開録音イベントが行われた。このイベントにて、「オールナイトフジ」とのサイマル放送企画にて放送禁止4文字絶叫事件を起こして謹慎していた松本明子が出演し、これをもって芸能界正式復帰となった。しかし松本はまたもや放送禁止4文字を、観客全員と一緒に叫ぶ羽目になった[注 29]。イベントは、「トリオ・ザ・ゴミによる『トライアングルラブレター』の再現ライブ」、「観客リクエストによるコスプレ撮影」、「3人のソロミニライブ」、「番組コーナーの実演」、「石坂まさをと生電話」とバラエティに富んでいた。ちなみに当時の観客の中には渡辺桂子がプライベートで参加していた[22]。
- よく谷村新司のおでこが上っている（はげている）ことから「たこ（蛸）」とののしったり、1980年に「3年B組金八先生」でブレイク、翌1981年に「少女人形」で歌手デビューをした伊藤つかさをロリータに見立て子供の形容を発言することが流行った[26]。
- この番組には多くのゲストが出演したが、例えば新人女性歌手がゲスト出演した際、デビュー曲の曲紹介をさせるときにも「お約束」があった。まず曲紹介をさせるのだが曲を出さなかったり、いきなりアウトロだけを流したりしてゲストを困惑させる。そこで鶴光が「もうちょっと色っぽく言うてん」などと言ってもう1度曲紹介させるが、今度はイントロとアウトロを組み合わせたもの（つまり歌の部分がカットされたもの）が流れて終わってしまう。更に困惑するゲストに鶴光が「もっと色っぽく言うてん」などと言ってもう1度曲紹介させるが、番組のジングルが流れCMになってしまう。その瞬間のゲストの反応[注 30] が聴取者の笑いを誘っていた[要出典]。ちなみにその楽曲はCM明けに再度鶴光がきちんと曲紹介させ、フルコーラスで放送していた。なお、このようなゲストへの「いたずら」については、シャレとして通じなかった例も少なからずあり、一例として小泉今日子は、いたずらを仕掛けられた際に本気で怒り出し、「こんな番組2度と出ない」と叫び、放送中にもかかわらずスタジオを退出しそのまま帰宅してしまったという[27]。
- 担当ディレクターが遊ばれることが多かったのもこの番組の特徴であり、歴代ディレクターには個性豊かな“ニックネーム”がつけられていた[22][注 31]。
- 鶴光が風邪で一度番組を休んだことがあり、当時の初代ディレクター鈴木隆がピンチヒッターDJで初代アシスタント美詩えると2人で、何とかレギュラーコーナーを進行しつつ4時間の生放送を担当した[10]。「自分の代わりなど掃いて捨てるほどいる」と考える鶴光は、土曜の枠を守るために極力番組を休まないようにしており、休んだ翌週には台風の中を自家用車でニッポン放送まで駆けつけたという[10]。
- 番組後期のレギュラースタッフだった「役者くずれの作家」とは村松利史のことである[22]。
- CM前後の番組ジングルでは多くの歌手[注 32] が軒並みジングルに登場していた。鶴光が独自で作り出した造語（性的内容を示唆する）を若手女性歌手に口に出して言わせ、その言葉だけを切り出してジングル、サウンドステッカーとして使っていた[注 33]。他に石川秀美の「てめこ」、松本伊代の「ほんめこ」という言葉も人気を得た[要出典]。また、女性リスナーとの電話対談は「注射の方は？」、「乳頭の色は？」という質問から始まっていた[22]。またアイドル以外のジングルについても、1977年から平日のオールナイトニッポンで採用された大橋純子バージョンは採用されず、旧来のバージョンが1982年10月にEPOバージョンにリニューアルされるまで使われ続けた（但し、1981年夏の映画「1000年女王」キャンペーン期間や、1991年10月の復刻版出演の際には、大橋純子バージョンが使われている）。
- 70年代後半 - 80年代初めは2部（27:00 - ）のアシスタントでは芦川よしみが登場しイントロ当てクイズをリスナーと電話口でやっていた。芦川のあだ名は「お100個姉ちゃん[注 34]」。
- よく鶴光が（品性下劣な）放送禁止用語を（ズバリでなく婉曲的に）言ってしまった時に、相本久美子の父が警察官で、しかも当時はニッポン放送と目と鼻の先である丸の内警察署勤務であったため、（相本がいない場合でも）「相本久美子のお父上、すいません」と平謝りする鶴光がいた。
- 山梨放送では、1980年4月から1983年3月までの一時期のみの放送だった（オールナイトニッポン自体の一旦打ち切りのため)。
- ラジオ大阪では『走れ!歌謡曲』をネットしていた関係上、27:00で飛び降りていた。そのためか、当時、1978年にフルネットを開始したKBS京都で聞いていたリスナーも多かった。事実、鶴光も「このあとはKBSで聴いて」と呼びかけていた時期があった。
- かつて、朝4時頃になって、腹減ったということで30分だけ屋台のおでんを食べに行こうと言ったところ、みんなで行きましょうということで、ミキサー1人を残してスタジオを離れた。その際、場つなぎとして「河内音頭」のレコードをフルコーラス（およそ30分）放送した。それをたまたまゴルフに行くため起きていた、当時の編成部長の亀渕昭信が聞いていて、後日、彼らに説教したとのことである[28]。
- 生放送中にチェッカーズの藤井郁弥から番組に電話が入ったため、急遽スタジオに繋ぎ藤井の電話出演が実現した。しかし、電話をしてきたのは本人ではなく偽者であったことが後に判明。ディレクターなどが相応の処分を受けることとなった。
- 「イントロ当てクイズ」などのリスナー参加コーナーで電話を掛けても出なかったときは「寝ーさーらーせー!」と絶叫するのが「お約束」であった[28]。
- その「イントロ当てクイズ]では前述のように（#その他の節を参照）、1976年に西城秀樹が所属事務所に無断の状態で出演するという事態が起こったが、これより2年後の1978年、今度は事務所の許可を正式に取った上で西城がゲスト出演することになったが、出演時間になっても現れず、鶴光は「西城秀樹を見かけた人はニッポン放送へ連絡して」と呼びかけ始めたが、ついには痺れを切らし「○○○で働いてる方、お宅の店に秀樹がおったら裸のまま連れて来て!」とまでエスカレートする事態に。そこに西城から、乗っている車が渋滞で動かないという電話が入ったことで、そのまま電話で出演となった[15]。
- リスナー参加コーナーで、電話を掛けてもほとんど誰も出なかったことがあり、そんな日は午前4時台に「おはようオールナイト」と称して早朝番組のような放送をした。後の復活特番やポッドキャストの番組にて鶴光本人が語ったところによると、「ミッドナイトストーリー」などのエロ系企画を嫌ったPTA筋からニッポン放送やネット局へ抗議活動が行われ、さらには当時の番組スポンサーに対しては「不買運動」をチラつかせながらの抗議活動が展開されたため、ニッポン放送側から「番組打ち切り」も示唆されたことから、防御策として、一時的にエロ系企画をすべて封印し、2部では（こちらも一時的に）早朝番組風の内容に改めたとのことである[22]。
- 番組では「ゼニのもと」、「アホの子バッジ」、「品性下劣ステッカー」[29]、「品性下劣バッジ」など、多数のノベルティグッズも作られた[22]。
- 午前4時頃にはアシスタントが1人で進行するコーナーを設け、アシスタントへの手紙やはがきを紹介したり、新曲などのプロモーションをしたりして聴取者とのコミュニケーションの場を作っていた。ここでも突然鶴光がアシスタントにちょっかいを出すこともあった。またトリオ・ザ・ゴミの時期に、小森みちこが担当する際は「みちこの部屋」というタイトルが付けられていたが、3人の中で一番年上であった彼女は番組内で（小森のおばちゃまになぞらえて）おばあちゃん扱いされていたため、このコーナーになるとザ・ビーチ・ボーイズの「バーバラ・アン」が流され[注 35]、その後のコーナーでも彼女がばあちゃん扱いされたネタが披露されると必ずこの曲が流された[22]。
- 初代ミキサー是枝正美は後に「mamiのRADIかるコミュニケーション」のディレクターとして活躍することになる[30]。
- 1980年代に活躍していたアイドル歌手（特に女性）が出演した際には、その容姿から様々なあだ名が付けられた[22]。
  - 河合奈保子：乳お化け、顔こわいな（文字を並び替えると「かわいなおこ」となる）
  - 早見優：闇夜の透明人間（色が黒かったことから）、暗闇で笑うと歯しか見えない
  - 松本伊代：ミイラ、今日の包帯の色は何色ですか？
  - 堀ちえみ：浪花の埴輪（大阪出身で黒目部分が大きい顔立ちから）、風呂にはいると土がボロボロ落ちる

## CMフィラー
各局別のローカルスポットCM枠において流されるCMフィラーには、Billy Joe & The Checkmatesの「Percolator」や The Lively Onesの「Forty Miles Of Bad Road」（Duane Eddyのカバー）、The Markettsの「Sunshine Superman」（Donovanのカバー）や、同じくThe Markettsの「We'll Sing In The Sunshine」（Gale Garnettのカバー）、The Brass Ringの「The Dis-Advantages Of You」、The Routersの「Johnny B. Goode」（Chuck Berryのカバー）が使用されていた。一時期、午前3時台5回目のCM枠では鶴光のアルバム「鶴光のかやくごはん」に収録された「The manpu!」が使用された。

## 番組グッズ

### 書籍
- 鶴光のかやくごはん 鶴光のむちゃくちゃハンセー記（ペップ出版）
- 鶴光のかやくごはん（角川文庫、第5集まで刊行、文庫版）
- 鶴光自身（ペップ出版）
- 鶴光のニューかやくごはん（ペップ出版）
- お子様ランチ（ペップ出版）
- 午前1時のひまつぶし（ペップ出版）
- 午前2時のひまつぶし（ペップ出版）
- 鶴光の新かやくごはん（ワニ文庫）
- 鶴光のあの子はだあ〜れ（ワニ文庫）
- 驚き桃の木ビックリ話（サンケイ出版）
- 驚き桃の木ピンク話（サンケイ出版）
- 元祖なんちゃっておじさん（ペップ出版）
- 笑福亭鶴光のセクシーなぞなぞ（ワニ文庫）
- 笑福亭鶴光の金魚鉢の青春（サンケイ出版）

### DVD・CD・レコード
- ベスト・オブ・ツルコウ（キャニオンレコード）
- 笑福亭鶴光のオールナイトニッポンDELUXE 鶴光でおまっ!（ビクターエンタテインメント）

## 歴代ディレクター
- 鈴木隆 - お茶くみ鈴木
- 宮本幸一（元・株式会社ニッポン放送プロジェクト代表取締役社長） - トルコ宮本
- 島野美津男 - ザビエル島野
- 石原信和 - 魚屋のおっさん石原
- 杉沢肇 - 妖怪杉沢
- 本郷純二（現・株式会社フジスマートワーク取締役） - 仮面ライダー本郷
- 田村光広（現・文化放送取締役デジタル事業局長） - 田舎モン田村
- 田中厳美（元・株式会社ニッポン放送プロジェクト常務取締役） - ボボたん田中
- 糸川一郎 - 紫電改糸川

## 休止・代替番組への差し替えとなった例
- 1977年12月25日（24日深夜）：オールナイトニッポン ラジオ・チャリティー・ミュージックソン
- 1979年7月15日（14日深夜）：マトモジンVSインベーダー
- 1982年1月4日（3日深夜）：オールナイトニッポンスペシャル 1000年女王・超人ロック
- 1982年8月15日（14日深夜）：仮面ライダー10号誕生記念・石森章太郎のオールナイトニッポン
- 1983年1月16日（15日深夜）：オールナイトニッポン 宇宙戦艦ヤマトスペシャル
- 1983年12月25日（24日深夜）：オールナイトニッポン ラジオ・チャリティー・ミュージックソン
- 1984年1月1日（1983年12月31日深夜）：ポップスベスト100
- 1984年6月10日（9日深夜）：薬師丸ひろ子のオールナイトニッポン（土曜1部、27:00以降は本番組を短縮して放送）
- 1985年1月13日（12日深夜）：オールナイトニッポンスペシャル ゴールデンポップス深夜放送グラフィティ（前年12月に死去した糸居五郎の追悼特番。パーソナリティはくり万太郎）
- 1985年7月14日（13日深夜）：THE 地球CONCERT LIVE AID（この日、イギリスとアメリカで行われたチャリティーコンサート「ライヴエイド」の中継特番。フジテレビでも同名の特番を同時間に生放送していた。パーソナリティは桑田佳祐）

## 終了後の鶴光と鶴光のオールナイトニッポン
鶴光は番組終了後、引き続いて1987年春まで『鶴光の代打逆転サヨナラ満塁ホームラン 花とおじさん』（1985年10月 - 1986年3月）、『かけこみワイド・鶴光のまかせなさい!』（1986年10月 - 1987年3月）と二期にわたってナイターオフの夜ワイド番組を担当した後、1987年4月から2003年3月まで平日夕方の『鶴光の噂のゴールデンアワー』を担当。28年半にわたってニッポン放送でワイド番組を担当し続けた。レギュラー番組としては2009年4月まで35年間担当した。途中で鶴光をメインに過去のパーソナリティと対談を繰り広げる『オールナイトニッポンアゲイン』も掛け持った。これらの番組が終了後も断続的にニッポン放送でパーソナリティとして喋り続けており、2020年11月10日からはナイターオフのワイド番組で『噂のゴールデンアワー』の後継番組となる『鶴光の噂のゴールデンリクエスト』が放送されている。
2017年1月14日、J:COMのコミュニティチャンネル「J:COMテレビ」で、同番組のテレビ版として、「笑福亭鶴光のオールナイトニッポン.TV@J:COM」スタート。31年ぶりにレギュラー番組として復活した（隔週土曜日 22:00 - 翌0:00、2022年2月時点で放送中）。
一方、『オールナイトニッポン』のパーソナリティの一人として、断続的にオールナイトニッポンの関連特番に出演しているほか、その中で『笑福亭鶴光のオールナイトニッポン』としての復活特番も何度も行っている。
- 1991年10月19日放送の『オールナイトニッポン25周年記念スペシャル』では中島みゆき、タモリ、ビートたけしらとともに名を連ねた。

当日第2部担当の電気グルーヴのオールナイトニッポンでは、この番組の余波を受け、オープニングにて「只今、笑福亭鶴光のオールナイトニッポンの中で不適当な歌がありましたことをお詫び申し上げますと」、偽お詫び放送をする悪乗りを放送した。
- 1997年のナイターオフ期は30周年記念特番『オールナイトニッポンDX』が放送されたが、『噂のゴールデンアワー』の関係もあり、10月17日に単発で復活。
- 2000年1月、正月特番として『@llnightnippon.com』に代わって当時の冠付きで『タイトーサタデースペシャル・笑福亭鶴光の@llnightnippon.com』
- 2008年2月24日、俺たちのオールナイトニッポン40時間スペシャル『総合地所プレゼンツ笑福亭鶴光のオールナイトニッポン』として復活。かつて出演していた日髙のり子・笑福亭学光が電話で出演。
- 2009年2月26日、当時の『オールナイトニッポンエバーグリーン』を差し替え、『笑福亭鶴光のオールナイトニッポンDELUXE〜オールナイトニッポンエバーグリーンスペシャル〜』を放送。
- 2010年2月17日、20:00-21:40に『笑福亭鶴光のオールナイトニッポンGOLD増刊号』として放送。ゲストにはJ-WAVEの『GROOVE LINE』で下ネタトークを展開して人気を博したピストン西沢を迎えた。西沢はその後に通常通り『ピストン西沢のオールナイトニッポンGOLD』を担当。
- 2013年2月22日 - 2月24日、放送開始から45年を記念した大型特番『たけし みゆき 千春も登場! 伝説のパーソナリティが今を語る オールナイトニッポン45時間スペシャル』のMCを同じ土曜担当のオードリーと担当。全体のオープニングエンディングを「笑福亭鶴光&オードリーのオールナイトニッポン」として行ったほか、内包コーナーとして「笑福亭鶴光・オードリーが出題！オールナイトニッポンクイズ」も担当するなど、「Mr.オールナイトニッポン」の二つ名を活かして取り仕切った。
- 2023年2月19日、『オールナイトニッポン55周年記念 オールナイトニッポン55時間スペシャル』の一環として5:00-7:00に垣花正と担当。オープニングコーナーである「小咄その1・小咄その2」で開始。5時台は田中美和子にいきなり電話をかけ「イントロ当てクイズ」を行ったほか、鶴光や垣花のオールナイトにまつわる逸話を披露。5時台最後は『鶴光の噂のゴールデンリクエスト』のコーナー「世界にフォーカス!鶴光の伏せ字ニュース」を垣花の出身である沖縄県や宮古島に特化する形にアレンジ。コーナー読みは前島花音が録音にて行った。6時の時報明け、「・・のようなもの？（通称：ベンベンコーナー）」終わりに森永卓郎が乱入し、『噂のゴールデンアワー』の後番組である『垣花正のニュースわかんない!?』で行っていた「森永卓郎の今日の謎かけ」という表向きのタイトルの「エロ謎かけ」を行う。中盤に差し掛かって鈴木杏樹も乱入。最後は恒例の「ミッドナイトストーリー」で締めるなど、オールナイトを主軸にしながらその後の各番組で行っているコーナーを織り交ぜた。